# Nationaal park Nascentes do Rio Parnaíba
Nationaal park Nascentes do Rio Parnaiba is een nationaal park in Brazilië, met een omvang van 729 813,551 ha. Het is gesticht in 2002.  Het ligt aan de bovenloop van de Parnaíba, op de grens van de staten Piauí, Maranhão, Bahia en Tocantins. Het heeft als doel de instandhouding van de natuurlijke hulpbronnen en biodiversiteit te waarborgen, alsmede het verschaffen van mogelijkheden voor het verrichten van wetenschappelijk onderzoek en de ontwikkeling van het educatie, recreatie en eco-toeristische activiteiten. Het wordt beheerd door de Chico Mendes Instituut voor Biodiversiteitsbehoud (ICMBio).